# Liste der Landschaftsschutzgebiete in Augsburg
In Augsburg gibt es sieben Landschaftsschutzgebiete. (Stand: November 2018)

## Hinweise zu den Angaben in der Tabelle
- Gebietsname: Amtliche Bezeichnung des Schutzgebietes
- Bild/Commons: Bild und Link zu weiteren Bildern aus dem Schutzgebiet
- LSG-ID: Amtliche Nummer des Schutzgebietes
- WDPA-ID: Link zum Eintrag des Schutzgebietes in der World Database on Protected Areas
- Wikidata: Link zum Wikidata-Eintrag des Schutzgebietes
- Ausweisung: Datum der Ausweisung als Schutzgebiet
- Gemeinde(n): Gemeinden, auf denen sich das Schutzgebiet befindet
- Lage: Geografischer Standort
- Fläche: Gesamtfläche des Schutzgebietes in Hektar
- Flächenanteil: Anteilige Flächen des Schutzgebietes in Landkreisen/Gemeinden, Angabe in % der Gesamtfläche
- Bemerkung: Besonderheiten und Anmerkungen

Bis auf die Spalte Lage sind alle Spalten sortierbar.
| Gebietsname                                     | Bild/Commons   | LSG-ID       | WDPA-ID | Wikidata  | Ausweisung | Gemeinde(n) | Lage     | Fläche ha | Flächenanteil | Bemerkung |
| ----------------------------------------------- | -------------- | ------------ | ------- | --------- | ---------- | ----------- | -------- | --------- | --- | --------- |
| Augsburg – Westliche Wälder                     | weitere Bilder | LSG-00417.01 | 395925  | Q59608104 | 1988       |             | Position | 69892,76  | Augsburg (2,2 %), Landkreis Augsburg (61,1 %), Landkreis Dillingen an der Donau (10,0 %), Landkreis Günzburg (15,7 %), Landkreis Unterallgäu (10,1 %), Landkreis Donau-Ries (0,9 %) |           |
| Kuhseegebiet beim Hochablaßwehr                 | weitere Bilder | LSG-00009.02 | 395454  | Q59612435 | 1951       |             | Position | 161,1     | Augsburg (99,3 %) |           |
| Lechauen nördlich von Augsburg                  |                | LSG-00009.01 | 395453  | Q59612434 | 1951       |             | Position | 113,84    | Augsburg (99,9 %) |           |
| LSG Gögginger Wäldchen                          | weitere Bilder | LSG-00017.01 | 395460  | Q20180422 | 1952       |             | Position | 39,79     | Augsburg (99,8 %) |           |
| LSG Wertachauen zwischen Inningen und Göggingen | weitere Bilder | LSG-00021.01 | 395464  | Q59612436 | 1953       |             | Position | 223,65    | Augsburg (99,8 %) |           |
| LSG Wittelsbacherpark                           | weitere Bilder | LSG-00316.01 | 395803  | Q59612437 | 1980       |             | Position | 20,8      | Augsburg (100 %) |           |
| LSG Wolfzahnau                                  | weitere Bilder | LSG-00525.01 | 396058  | Q1519229  | 1998       |             | Position | 74,14     | Augsburg (100 %) |           |